# Antalyai repülőtér
Az Antalyai repülőtér (IATA: AYT, ICAO: LTAI) Törökország egyik nemzetközi repülőtere, amely Antalya közelében található. Éves utasforgalma 31 566 217 fő (2018).

## Légitársaságok és úticélok
2023-ban a Antalyai repülőtérről az alábbi járatok indulnak:
| Légitársaság                  | Célállomások |
| ----------------------------- | --- |
| Aeroflot                      | Moscow–Sheremetyevo |
| Aero Nomad Airlines           | Szezonális: Bishkek |
| Air Albania                   | Szezonális: Tirana |
| Air Algérie                   | Szezonális: Algiers |
| Air Arabia                    | Szezonális: Sharjah |
| Air Astana                    | Almati, Asztana |
| Air Serbia                    | Szezonális charter: Belgrád, Niš |
| airBaltic                     | Szezonális charter: Riga |
| AirExplore                    | Szezonális charter: Pozsony, Kassa, Pöstyén |
| AnadoluJet                    | Ankara, Köln/Bonn, Düsseldorf, Ercan, Istanbul–Sabiha Gökçen, London–Stansted, Zurich Szezonális: Brüsszel, Frankfurt, Genf, Hamburg, Hanover, Szarajevó, Skopje, Szófia, Tel-Aviv, Bécs |
| Animawings                    | Szezonális charter: Arad, Nagybánya, Brassó, Bukarest–Otopeni, Kolozsvár, Craiova, Nagyvárad, Nagyszeben, Marosvásárhely, Temesvár |
| Austrian Airlines             | Szezonális: Bécs |
| Azerbaijan Airlines           | Baku |
| Azur Air                      | Szezonális charter: Arkhangelszk, Asztrahán, Barnaul, Cseljabinszk, Irkutszk, Kalinyingrád, Kazany, Kemerovo, Habarovszk, Krasznojarszk, Magnyitogorszk, Moszkva-Vnukovo, Murmanszk, Nyizsnyij Novgorod, Novoszibirszk, Omszk, Orenburg, Szentpétervár, Saratov, Szurgut, Sziktivkar, Tomszk, Uljanovszk, Vlagyikavkaz, Jekatyerinburg |
| Belavia                       | Szezonális charter: Gomel, Minsk |
| BH Air                        | Szezonális charter: Plovdiv, Szófia, Varna |
| British Airways               | Szezonális: London–Gatwick |
| Brüsszel Airlines             | Szezonális: Brüsszel |
| Buzz                          | Szezonális charter: Krakkó |
| Chair Airlines                | Szezonális: Zürich |
| Condor                        | Szezonális: Düsseldorf, Frankfurt, Hamburg, Leipzig/Halle, München |
| Corendon Airlines             | Szezonális: Basel/Mulhouse, Berlin, Birmingham, Bremen, Bristol, Brüsszel, Bukarest–Otopeni, Köln/Bonn, Dresden, Düsseldorf, Erfurt/Weimar, Frankfurt, Friedrichshafen, Glasgow, Graz, Hamburg, Hannover, Karlsruhe/Baden-Baden, Kassel, Katowice, Leipzig/Halle, Linz, London–Gatwick, London–Stansted (resumes 10 May 2024), Manchester, Memmingen, München, Münster/Osnabrück, Newcastle upon Tyne, Nuremberg, Paderborn/Lippstadt, Párizs-Charles de Gaulle repülőtér, Rostock, Saarbrücken, Salzburg, Stuttgart, Bécs, Varsó–Chopin, Zürich |
| Corendon Dutch Airlines       | Szezonális: Amszterdam, Groningen, Maastricht/Aachen, Rotterdam/The Hague |
| DAT                           | Szezonális charter: Billund, Copenhagen |
| Discover Airlines             | Frankfurt, München |
| easyJet                       | Liverpool, London–Gatwick, London–Luton, Manchester Szezonális: Belfast–International, Birmingham ( 1 April 2024), Bristol, Edinburgh, Genf |
| Edelweiss Air                 | Szezonális: Zürich |
| Enter Air                     | Charter: Gdańsk, Katowice, Poznań, Varsó–Chopin, Wrocław Szezonális charter: Bydgoszcz, Krakkó, Łódź, Lublin, Rzeszów, Szczecin, Varsó–Modlin, Varsó–Radom |
| European Air Charter          | Szezonális charter: Plovdiv |
| Eurowings                     | Szezonális: Berlin, Köln/Bonn, Düsseldorf, Stuttgart |
| Finnair                       | Szezonális: Helsinki |
| Fly Lili                      | Szezonális charter: Bukarest–Băneasa |
| flyadeal                      | Szezonális: Riyadh |
| Freebird Airlines             | Szezonális: Berlin, Chișinău, Köln/Bonn, Düsseldorf, Erfurt, Frankfurt, Hamburg, Hannover, Leipzig/Halle, London–Gatwick, München, Nuremberg, Paderborn/Lippstadt, Stuttgart Szezonális charter: Weeze |
| GetJet Airlines               | Szezonális charter: Vilnius |
| Helvetic Airways              | Szezonális: Bern, Zürich |
| HiSky                         | Szezonális charter: Brassó |
| I-Fly                         | Szezonális charter: Kazan, Krasznojarszk, Moscow–Vnukovo, Nizhnevartovsk, Novosibirsk, Saint Petersburg, Samara, Ufa, Yekaterinburg |
| Ikar                          | Szezonális charter: Arkhangelsk, Krasznojarszk, Syktyvkar, Tomsk, Vladivostok |
| Iraqi Airways                 | Baghdad |
| Jazeera Airways               | Kuwait City |
| Jet2.com                      | Birmingham, Bristol, Edinburgh, Glasgow, Leeds/Bradford, London–Stansted, Manchester, Newcastle upon Tyne Szezonális: Belfast–International, East Midlands, Liverpool ( 28 March 2024) |
| Luxair                        | Szezonális: Luxembourg |
| Mavi Gök Airlines             | Szezonális charter: Astana, Bremen, Linz, Saarbrücken |
| Nordwind Airlines             | Szezonális charter: Astrakhan, Barnaul, Cheboksary, Chelyabinsk, Grozny, Irkutsk, Kaliningrad, Kaluga, Kazan, Kemerovo, Habarovszk, Lipetsk, Magnitogorsk, Mineralnye Vody, Moscow–Sheremetyevo, Murmansk, Nizhnekamsk, Nizhnevartovsk, Nizhny Novgorod, Novokuznetsk, Novosibirsk, Omsk, Orenburg, Orsk, Perm, Saint Petersburg, Samara, Saratov, Surgut, Tomsk, Tyumen, Ufa, Ulyanovsk-Vostochny, Vladikavkaz, Volgograd, Yekaterinburg |
| Norwegian                     | Szezonális: Bergen, Oslo, Stockholm–Arlanda |
| Pegasus Airlines              | Adana, Almaty, Amman–Queen Alia, Amszterdam, Ankara, Beirut, Köln/Bonn, Düsseldorf, Ercan, Frankfurt, Istanbul–Sabiha Gökçen, Kayseri, London–Stansted, Manchester, Sharm El Sheikh, Szófia, Stockholm–Arlanda, Tel Aviv, Trabzon Szezonális: Aalborg, Bahrain, Billund, Bremen, Copenhagen, Doha, Genf, Hamburg, Hannover, Kuwait City, Moszkva-Domogyedovó, München, Norrköping, Paderborn/Lippstadt, Párizs-Charles de Gaulle repülőtér, Saint Petersburg, Shymkent, Tallinn, Bécs, Yerevan Szezonális charter: Ålesund, Bydgoszcz, Gdańsk, Poznań, Tirana, Trondheim, Zielona Góra |
| Petroleum Air Services        | Szezonális charter: Cairo |
| Pobeda                        | Moscow–Sheremetyevo, Moscow–Vnukovo Szezonális: Kazan, Perm |
| Qatar Airways                 | Szezonális: Doha |
| Red Wings Airlines            | Chelyabinsk ( 2023. november 3.) |
| Rossiya                       | Sochi Szezonális: Saint Petersburg Szezonális charter: Kazan, Nizhny Novgorod, Novosibirsk, Perm, Samara, Tyumen, Ufa, Yekaterinburg |
| Royal Jordanian               | Szezonális: Amman–Queen Alia |
| S7 Airlines                   | Moszkva-Domogyedovó, Novosibirsk |
| Scandinavian Airlines         | Szezonális: Copenhagen, Oslo, Stockholm–Arlanda Szezonális charter: Billund, Gothenburg, Tromsø, Trondheim |
| SCAT Airlines                 | Szezonális: Almaty, Astana |
| Smartavia                     | Szezonális charter: Moszkva-Domogyedovó, Novosibirsk |
| SmartLynx Airlines Estonia    | Szezonális charter: Tallinn |
| Smartwings                    | Szezonális: Pozsony, Brno, Ostrava, Pardubice, Prága Szezonális charter: České Budějovice, Karlovy Vary |
| Smartwings Hungary            | Szezonális charter: Budapest, Debrecen |
| Smartwings Poland             | Szezonális charter: Katowice, Poznań, Varsó–Chopin |
| Southwind Airlines            | Charter: Moscow–Sheremetyevo Szezonális charter: Basel/Mulhouse, Bergamo, Berlin, Beirut, Chișinău, Düsseldorf, Glasgow ( 15 April 2024), Hamburg, Hannover, Heraklion, Irkutsk, Kaliningrad, Kazan, Krasznojarszk, Leipzig/Halle, München, Nizhny Novgorod, Novosibirsk, Nuremberg, Orenburg, Samara, Skopje, Saint Petersburg, Stuttgart, Tel Aviv, Ufa, Yekaterinburg, Zürich |
| Sunclass Airlines             | Szezonális charter: Billund, Copenhagen, Gothenburg, Malmö, Oslo, Stavanger, Stockholm–Arlanda, Trondheim |
| Sundair                       | Szezonális: Bremen, Dresden, Lübeck |
| Sunday Airlines               | Szezonális: Astana Szezonális charter: Almaty, Aktau, Aktöbe, Qarağandy, Qostanai, Öskemen, Şymkent |
| SunExpress                    | Abu Dhabi, Adana, Amszterdam, Basel/Mulhouse, Berlin, Birmingham, Bremen, Bristol, Budapest, Köln/Bonn, Copenhagen, Diyarbakır, Dubai–International, Düsseldorf, Edinburgh, Erbil, Frankfurt, Gaziantep, Gothenburg, Hamburg, Hannover, Hatay, İzmir, Kayseri, Krakkó, Leeds/Bradford ( 31 March 2024), Leipzig/Halle, London–Gatwick, London–Luton (vége 2023 október 29-től), London–Stansted ( 1 April 2024), Lyon, Malatya, Manchester, Mardin, München, Münster/Osnabrück, Newcastle upon Tyne, Nuremberg, Párizs-Charles de Gaulle repülőtér, Prága, Saarbrücken, Samsun, Sharm El Sheikh, Stockholm–Arlanda, Stuttgart, Trabzon, Van, Bécs, Zürich Szezonális: Aalborg, Beirut, Billund, Brüsszel, Bukarest–Otopeni (resumes 6 May 2024), Dortmund, Dresden, Dublin, Eindhoven, Genf, Graz (resumes 2 April 2024), Helsinki, Kuwait City, Marseille, Milan-Malpensa ( 2 April 2024), Paderborn/Lippstadt, Pristina, Riga, Rotterdam/The Hague, Skopje, Szófia, Tallinn, Tbilisi, Tirana, Vilnius, Varsó–Chopin Szezonális charter: Plovdiv |
| Swiss International Air Lines | Szezonális: Genf |
| Tailwind Airlines             | Szezonális charter: Bremen, Erfurt/Weimar, Kuwait City, Weeze |
| TAROM                         | Szezonális charter: Nagybánya, Bukarest–Otopeni, Kolozsvár, Suceava, Temesvár |
| Transavia                     | Szezonális: Párizs–Orly |
| TUI Airways                   | Szezonális: Belfast–International ( 21 June 2024), Birmingham, Bournemouth, Bristol, Cardiff, East Midlands, Exeter, Glasgow, Leeds/Bradford, London–Gatwick, London–Stansted, Manchester, Newcastle upon Tyne, Teesside |
| TUI fly Belgium               | Brüsszel Szezonális: Antwerp, Ostend/Bruges |
| TUI fly Netherlands           | Szezonális: Amszterdam, Eindhoven, Groningen, Rotterdam/The Hague |
| Turkish Airlines              | Istanbul, Moscow–Vnukovo Szezonális: Baghdad, Berlin, Düsseldorf, Frankfurt, Genf, Kazan, Kuwait City, Moscow-Domodedovo, München, Saint Petersburg, Stuttgart, Tel Aviv, Varsó–Chopin Szezonális charter: Almaty, Karaganda, Astana, Sarajevo |
| Widerøe                       | Szezonális charter: Bergen, Trondheim |
| Wizz Air                      | London–Gatwick, London–Luton Szezonális: Bukarest–Otopeni, Budapest, Cluj-Napoca ( 1 April 2024), Debrecen |
| Yamal Airlines                | Szezonális charter: Moszkva-Domogyedovó |

## Futópályák
A repülőtér futópályái:
- 18L/36R

## Forgalom
Az utasforgalom az elmúlt években az alábbi módon változott:
| Utasok száma | 17 710 385 | 18 345 693 | 22 013 027 | 25 096 144 | 28 303 192 | 28 303 192 | 25 872 451 | 35 714 206 | 9 771 628 | 31 210 119 |
|              | 2007       | 2009       | 2010       | 2012       | 2014       | 2015       | 2017       | 2019       | 2020      | 2022       |